# Century Avenue
Century Avenue (世纪大道) is een station van de metro van Shanghai, gelegen in het district Pudong. Het station werd geopend op 20 september 1999 en is onderdeel van lijn 2 (1999), lijn 4 (2006), lijn 6 (2007) en lijn 9 (2009).
Van 22 oktober 2005 tot 28 oktober 2006 was het station gesloten voor grootschalige werkzaamheden. Na de werkzaamheden werd de naam van het station veranderd, het station droeg eerst de naam Dongfang Lu.